# Ruwe krokodilsalamander
De ruwe krokodilsalamander (Tylototriton verrucosus) is een salamander uit de familie echte salamanders (Salamandridae). De soort werd voor het eerst wetenschappelijk beschreven door Anderson in 1871.

## Uiterlijke kenmerken
Deze salamander heeft een gedrongen lichaam. De basiskleur van deze opvallende salamander is oranje tot rood, de rug en flanken zijn zwart. Bij sommige exemplaren is de zwarte kleur meer bruin, andere hebben een diepzwarte kleur op de rug en flanken. Op het midden van de rug loopt een brede lengtekiel in de basiskleur die doorloopt tot in de staart. Op iedere flank is een rij ronde bulten aanwezig in de basiskleur, die afsteken tegen de donkere ondergrond van de rug en flanken. De kop draagt twee opstaande kammen aan weerszijden. Opvallende oranje wratten, klieren en richels waarschuwen voor een onaangenaam smakende stof, die wordt uitgescheiden bij een eventuele aanval. De lengte is ongeveer 17 centimeter.

## Leefwijze
Het voedsel van deze nachtactieve dieren bestaat voornamelijk uit ongewervelde dieren. Alleen tijdens het voortplantingsseizoen wordt het water betreden, de soort is overwegend landbewonend.

## Verspreiding en leefgebied
De ruwe krokodilsalamander komt voor in delen van Azië en leeft in de landen Bhutan, China, India, Myanmar, Nepal, Thailand en Vietnam.
Bedreigingen zijn vooral menselijke activiteiten, zoals het vermalen van de salamander als Chinees traditioneel medicijn of het vangen van exemplaren voor de handel in exotische dieren.